# 893 هـ
893 هـ هي سنة في التقويم الهجري امتدت مقابلةً في التقويم الميلادي بين سنتي 1487 و1488.

## وفيات
- أبو عمرو عثمان بن محمد المنصور
- أسد الله الكرماني
- أحمد الكوراني
- ابن العيني